# Церква Миколи Чудотворця (Миколаївка, Неклинівський район)
Церква Миколи Чудотворця (Миколаївка, Неклинівський район) (рос. Церковь иконы Божией Матери «Одигитрия») — чинна церква у селі Миколаївка, Неклинівський район, Ростовська область, Росія. Відноситься до Ростовської і Новочеркаській єпархії. Побудована в середині XIX століття .

## Історія
Перша церква в селі Миколаївка була побудована ще в 1782 році. Церква була дерев'яною і проіснувала недовго: вже в 1878 році вона згоріла з невстановлених причин. На місці згорілої церкви незабаром збудували нову, освячену на честь Преображення Господнього. Звели її з колод старої церкви в ім'я Архистратига Михайла, яка розташовувалася в Таганрозькій фортеці .
Приблизно в 1850 році в селі замість дерев'яної церкви була побудована кам'яна з двома приділами: перший був освячений на честь Преображення Господнього, інший ― в честь безсрібників Косми і Даміана.
За радянської влади робилися неодноразові спроби закрити церкву. Відомо, що священик храму Григорій Калиновський був розстріляний за звинуваченням у порушенні декрету «Про відокремлення церкви від держави». 
Під час німецької окупації в приміщенні церкви розміщувалися радянські військовополонені. При відступі німці загнали їх у підвал і закидали гранатами. Будівля церкви також постраждала від бойових дій: так, у дзвіниці до цих пір знаходиться знешкоджена авіабомба .
У 1950-х роках, під час антирелігійної кампанії Микити Хрущова, церква була закрита та розграбована, приміщення його спочатку використовувалися як спортивний зал, потім ― як зерносховище і склад хімікатів .
З 1989 року храм почав відновлюватися. Зараз він повністю відремонтований , при нём устроена воскресная приходская школа.